# 土丸城
土丸城（つちまるじょう）、または槌丸城は、大阪府泉佐野市土丸の城ノ山（じょうのやま）にあった南北朝時代の日本の城（山城）。南朝・北朝間での激しい争奪の舞台となった。2013年（平成25年）10月17日、隣接する泉南郡熊取町の雨山城と共に「土丸・雨山城」として国の史跡・日根荘遺跡の一部に加えられた。

## 概要

### 南北朝時代
土丸城は、樫井川の渓谷に面し、紀州・泉州を結ぶ粉河街道をおさえる要衝の地に位置する。『日本城郭大系』では、雨山城が1346年（南朝:正平元年/北朝:貞和2年）に南朝方で楠木氏一族の橋本正高による築城とあるのに対し、当城は1347年（南朝:正平2年/北朝:貞和3年）ごろに北朝方の日根野氏が築いたとされている。
1347年（南朝:正平2年/北朝:貞和3年）、北朝の足利尊氏の命を受けて、和泉国守護に就任した高師泰は、雨山の麓、熊取荘に隣接する日根荘の武士であった日根野盛治にこの城の守備を命じた。しかし、尊氏・直義兄弟の内乱（観応の擾乱）から高師泰は左遷され、南朝方が勢力を盛りかえした結果、1352年（南朝:正平7年/北朝:観応3年・文和元年）から翌53年の戦いで日根野氏は南朝方に土丸城を奪われている。
1378年（南朝:天授4年/北朝:永和4年）に南朝方の橋本正高・和田正武らが土丸城を拠点として北朝方と戦ったが敗れている。橋本正高は、1379年（南朝:天授5年/北朝:永和5年）と翌1380年（南朝:天授6年/北朝:康暦2年）にも当城に拠って戦ったが山名氏清らに敗れ、高名里（現在の貝塚市海塚付近）で戦死したと伝えられている。

### 室町・戦国時代
その後も楠木正勝や山名義理らが当城および雨山城に拠り、15世紀以降も山名氏や畠山氏らの抗争の舞台となったが、最終的には1617年（慶長20年）の一国一城令で雨山城と共に破却されたと伝えられている。

## 城跡
城ノ山（土丸山）山頂を曲輪とするが北東400メートルにある雨山の雨山城とは、急峻な堀切状の谷地形を挟むものの一体の城郭を形成しており、土丸城は雨山城の三の丸との位置付けもなされている。「土丸・雨山城」とも呼ばれ、2013年（平成25年）、両城は国の史跡・日根荘遺跡を構成する遺構群に指定された。